# Německá fotbalová Bundesliga 2017/2018
Soutěžní ročník Německá fotbalová Bundesliga 2018/19 byl 57. ročníkem nejvyšší německé fotbalové ligy zvané Fußball-Bundesliga. Soutěž byla započata 18. srpna 2017 a poslední kolo bylo na programu 21. května 2018. Soutěže se účastnilo celkem 18 týmů. Šestnáct se jich udrželo z minulého ročníku a sestoupilé týmy nahradily 2 nové ze 2. Fußball-Bundesligy.